# Inbussleutel

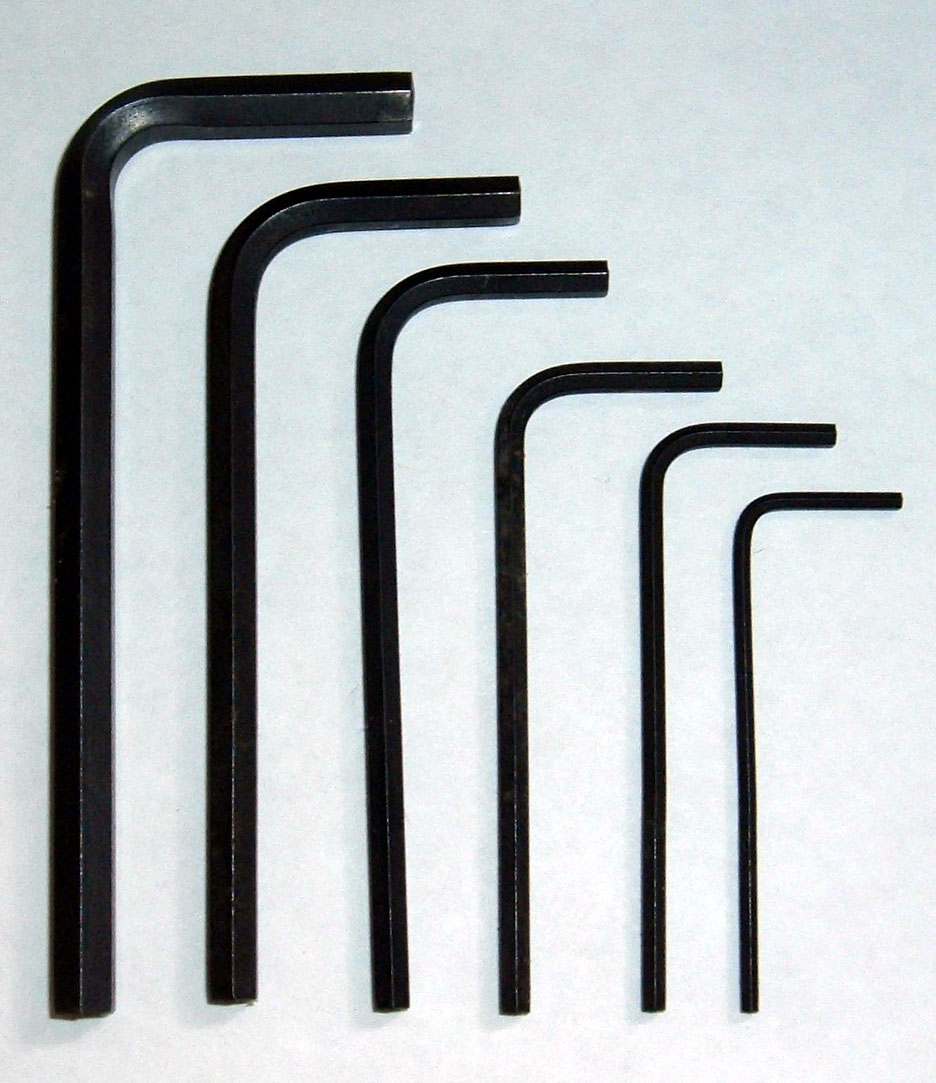
Inbussleutels van verschillende grootte

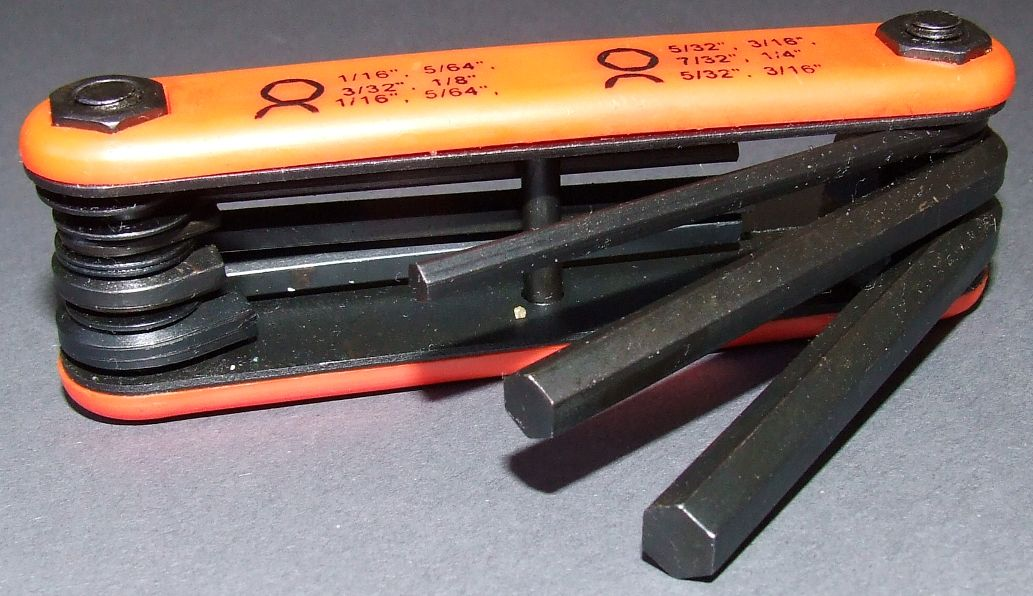
inbussleutelset in de vorm van een zakgereedschap.

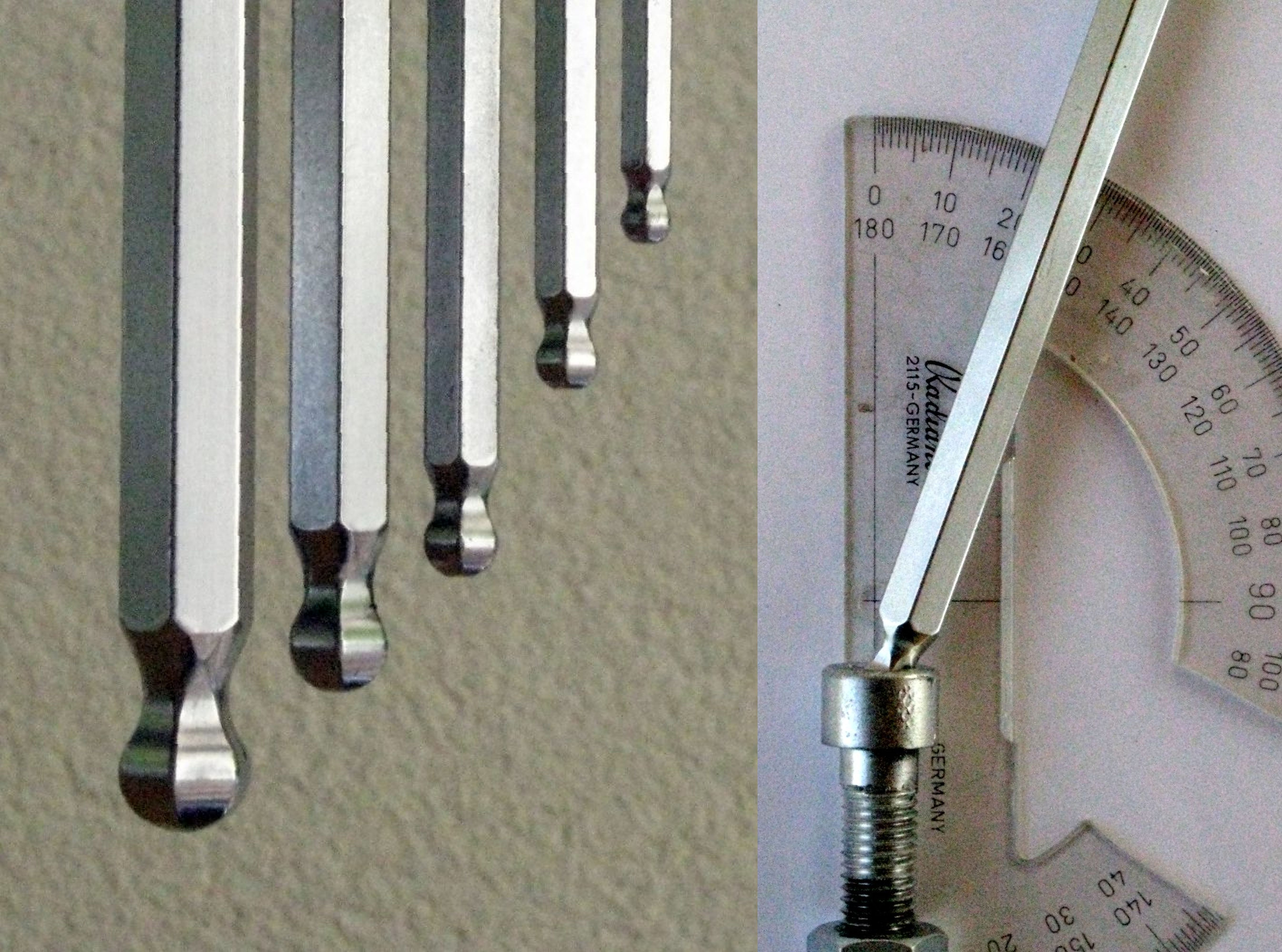
kogelkop-uiteinden en een illustratie van gebruik hiervan onder een (kleine) hoek.

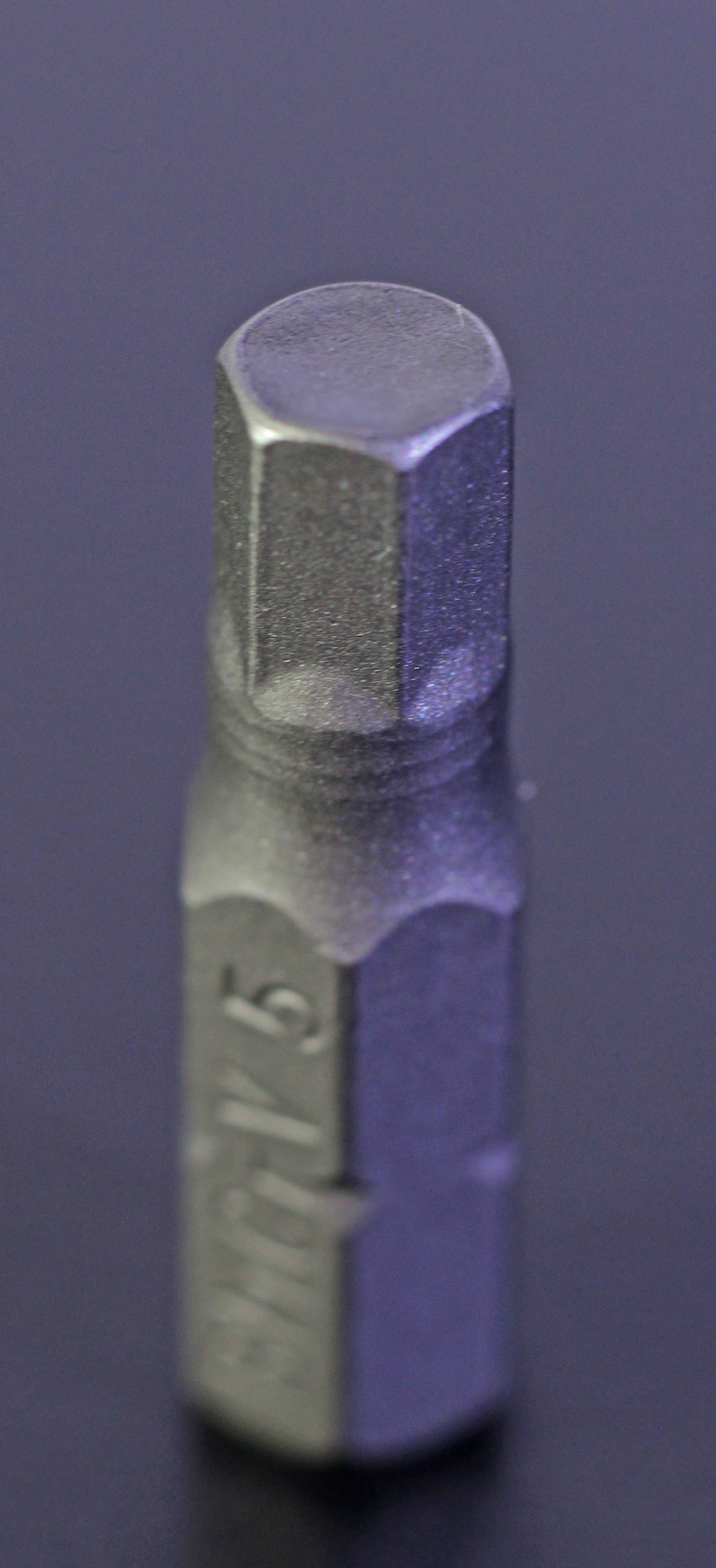
Inbus-bitje.

Een inbussleutel is een stuk gereedschap waarmee inbusschroeven los- en vastgedraaid kunnen worden.
De inbussleutel bestaat uit een zeshoekig stalen staafje dat meestal in de vorm van een L gebogen is. Afhankelijk van de beschikbare ruimte en de kracht die nodig is, kan het ene of het andere uiteinde van de sleutel worden gebruikt.
Standaardmaten in het metriek stelsel zijn: 1, 1½, 2, 2½, 3, 4, 5, 6, 8 en 10 mm. Er zijn ook tussenmaten verkrijgbaar. De maat geeft de afstand aan tussen twee zijden die parallel lopen.

## Uitvoering
Behalve de gebogen inbussleutel is er een uitvoering met dwars geplaatste handgreep. Hiermee kan meer kracht worden gezet. Ook is er een model verkrijgbaar dat beschikt over een heft, zoals bij een schroevendraaier, en er zijn inbus-bitjes voor gebruik in bijvoorbeeld een accu-schroevendraaier. Tegenwoordig zijn de inbus- en torxsleutels niet weg te denken in de assemblage van verschillende materialen: staal, aluminium, hout en kunststof. Omdat niet alle materialen evenveel druk kunnen hebben, kunnen materialen bij het overmatig toepassen van druk vervormen of delamineren. Hiervoor wordt een extra instelbaar gereedschap gebruikt: de momentsleutel.
Daarnaast kunnen inbussleutels voorzien zijn van een zogenoemde kogelkop, waardoor het schroeven onder een hoek mogelijk is. De kogelkop bestaat ook met klemring om de bout aan de inbussleutel vast te klemmen tijdens moeilijk bereikbare montagewerkzaamheden (bijvoorbeeld bij aanbrengen in een verdiept gat). Nadeel van de kogelkop is dat deze minder zwaar belastbaar is.

## Etymologie
De inbussleutel werd in 1936 gepatenteerd door het Duitse bedrijf Bauer & Schaurte Karcher. De naam bestaat uit de beginletters van Innensechskantschraube Bauer und Schaurte.
Vaak wordt de foutieve naam 'imbus' gebruikt. Deze vorm komt voort uit natuurlijke processen in de taal (zie nasale assimilatie).
In Vlaanderen wordt de inbussleutel ook vaak een 'umbraco' of 'umbraco-sleutel' genoemd, wat van de merknaam Unbrako komt. Deze merknaam zou op zich gekozen zijn vanwege de Engelstalige uitspraak un-break-o, wat 'onbreekbaar' betekent. Net zoals in het Algemeen Nederlands is er hier in de volksmond dus een klankverschuiving gebeurd van 'nb' naar 'mb'. We zien deze trend in verschillende Germaanse talen; zo wordt bijvoorbeeld het voorvoegsel in- vervangen door im- wanneer deze bilabiale medeklinkers voorafgaan, zoals in het woord 'impossible'. Dit taalkundige fenomeen wordt regressieve contactassimilatie genoemd. In bijvoorbeeld het Deens en Noors is 'unbrako' eveneens een gangbare term.

## IKEA-sleutel bij zelfbouwmeubels
Bij zelfbouwmeubels, zoals van het Zweedse bedrijf IKEA, wordt vaak een inbussleutel geleverd. Men gaat ervan uit dat de zelfbouwer wel beschikt over een hamer en een gewone schroevendraaier, maar niet over een inbussleutel.
Het inbussleuteltje van IKEA, type Nyckel #100001 (4 mm) en #100002 (5 mm), wordt ook wel IKEA-sleutel of IKEA-sleuteltje genoemd. Vanaf 2014 is Ikea begonnen met de overstap naar nieuwe manieren van montage, zoals steekverbindingen. Hiermee is, voor de nieuwe serie meubels, een einde gekomen aan de inbussleutel.
bougiesleutel · dopsleutel · Engelse sleutel · inbussleutel · kruissleutel · momentsleutel · passchroefsleutel · pijpsleutel · ringsleutel · slagsleutel · steeksleutel · tiengaatssleutel · torxsleutel